# Simosaurus gaillardoti
Il simosauro (Simosaurus gaillardoti) è un rettile estinto appartenente ai saurotterigi. Visse nel Triassico medio (circa 230 milioni di anni fa). I suoi resti sono stati ritrovati in Francia e in Germania.

## Descrizione
Questo animale era di dimensioni notevoli, e la lunghezza raggiungeva i tre metri. Il corpo era piuttosto allungato, le zampe erano corte e la coda relativamente lunga. Il lungo collo sorreggeva un grande cranio piatto, dotato di larghe fauci. I denti posteriori erano stranamente appiattiti, mentre quelli anteriori mantenevano la classica forma conica e appuntita.

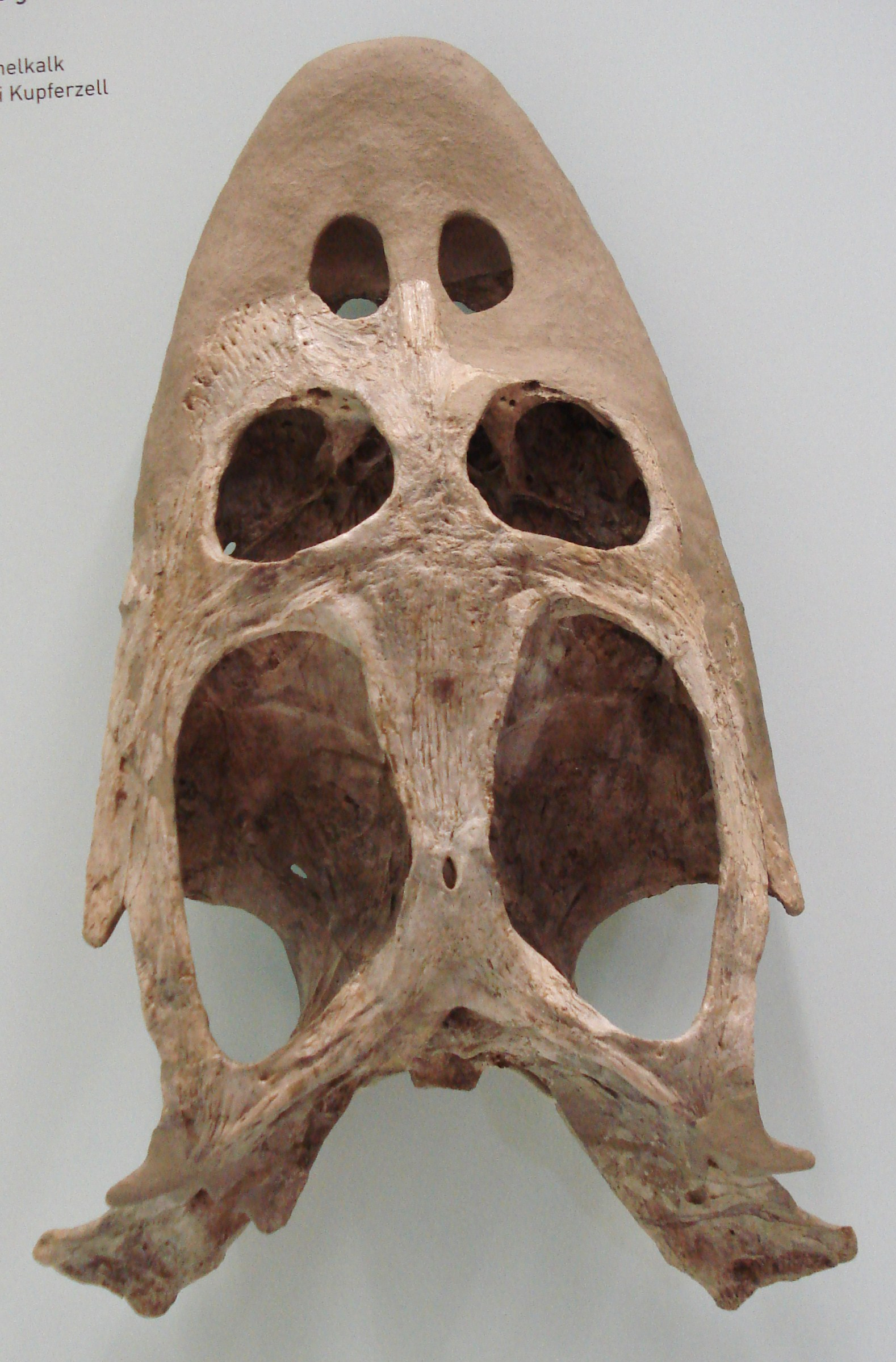
Cranio di Simosaurus

## Classificazione
Descritto per la prima volta da Hermann von Meyer nel 1842, il simosauro è considerato una forma aberrante di notosauri, un gruppo di saurotterigi primitivi caratteristici del Triassico. Il particolare tipo di dentatura ricorda un altro gruppo di rettili saurotterigi, i placodonti, ma lo scheletro è chiaramente da notosauro. Attualmente Simosaurus è ritenuto un notosauro relativamente primitivo, che occupa una posizione basale rispetto a Nothosaurus, Lariosaurus e Pistosaurus.

## Stile di vita
La forma del corpo di Simosaurus indica che questo animale era in grado di nuotare a lungo nei bassi mari epicontinentali, in cerca di prede come i pesci olostei dalle grosse scaglie protettive e, forse, le ammoniti. Simosaurus, grazie alla dentatura larga e piatta, era in grado di frantumare le corazze e i gusci di questi animali.